# Roxbury (Connecticut)

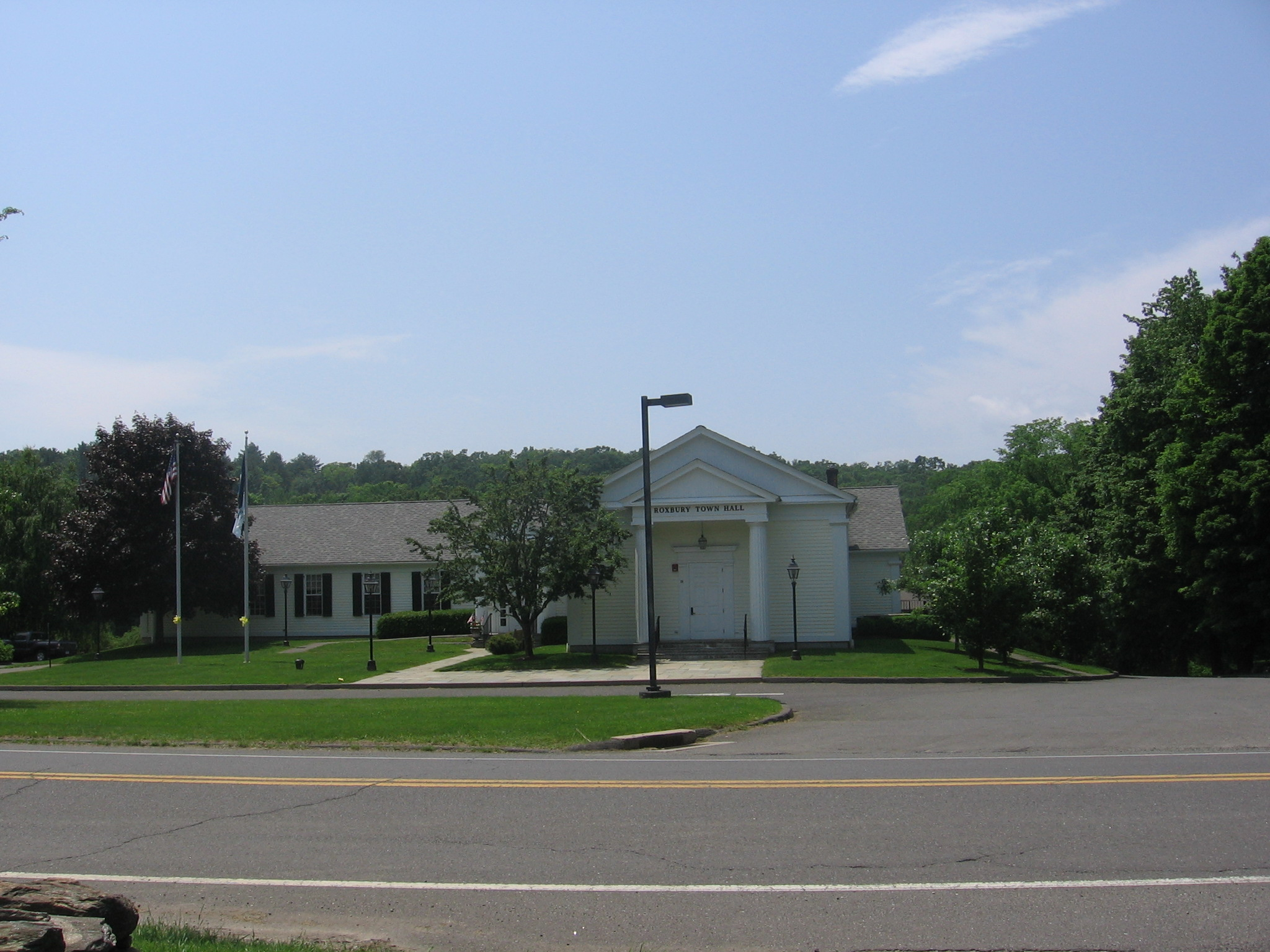
Prefeitura de Roxbury.

Roxbury é uma cidade do estado de Connecticut, nos Estados Unidos da América.
Arthur Miller é natural de Roxbury.